# اندری موستوی
اندری موستوی (اوکراینی: Андрій Володимирович Мостовий؛ زادهٔ ۲۴ ژانویهٔ ۱۹۸۸) بازیکن فوتبال اهل اوکراین است.
از باشگاه‌هایی که در آن بازی کرده‌است می‌توان به باشگاه فوتبال کریفباس کریفیی ریه و باشگاه فوتبال آرسنال کی‌یف اشاره کرد.
او همچنین در تیم ملی فوتبال Ukraine-18 بازی کرده‌است.